# Коне, Джакариджа
Джакариджа́ Коне́ (фр. Djakaridja Koné; родился 22 июля 1986, Абиджан, Кот-д’Ивуар) — буркинийский футболист ивуарийского происхождения, полузащитник сборной Буркина-Фасо.

## Карьера
Первым клубом Коне был израильский «Хапоэль» из Петах-Тиквы, с которым футболист подписал профессиональный контракт в 2006 году. В том же году он перешёл в другую команду — «Хапоэль» из Хайфы. В этом клубе он провёл два полноценных сезона, сыграв в 62 матчах чемпионата Израиля и забив 2 гола. В 2008 году Коне вернулся в свой предыдущий клуб и отыграл в нём сезон 2008/09. Летом 2009 года африканский полузащитник покинул команду в качестве свободного агента.
Вскоре он подписал трёхлетний контракт с румынским «Динамо» из Бухареста, отказавшись от предложения «Маккаби» из Тель-Авива. В сезоне 2009/10 футболист провёл дебютный матч в чемпионате Румынии, а первый гол он забил в следующем сезоне в матче против «Виктории» из Брэнешти. 17 сентября 2009 года Коне дебютировал в Лиге Европы во встрече с австрийским «Штурмом». 29 июля 2010 года отметился голом в матче с хорватским «Хайдуком», который проводился в рамках третьего квалификационного раунда Лиги Европы 2010/11.

### Международная
Джакариджа Коне дебютировал в сборной Буркина-Фасо 9 февраля 2011 года во встрече с Кабо-Верде. В январе 2012 года футболист был вызван для участия в Кубке африканских наций 2012.